# George Khouri
George Elias Khouri (ca. 1983 - Jeruzalem, 19 maart 2004) was een Israëlische student die tijdens het joggen in Oost-Jeruzalem werd doodgeschoten. De moordenaars ontkwamen. 
De militaire tak van de Fatah, de al-Aqsa Martelarenbrigades, eisten de verantwoordelijkheid op voor de aanslag. Nadat bleek dat hij een Arabische christen en niet Joods was, boden de brigades hun excuses aan. Bovendien boden ze zijn vader aan hem een "martelaar" voor de Palestijnse zaak te maken. Georges vader, advocaat Elias Khouri, die in het verleden de Palestijnse Autoriteit vertegenwoordigde, weigerde het aanbod. De leider van Fatah, Yasser Arafat, die George Khouri beroepsmatig kende, belde ook op om te condoleren.
George was een student aan de Hebreeuwse Universiteit van Jeruzalem.
De grootvader van George, Daoud Khouri, werd ook al door een terroristische aanslag vermoord. Hij kwam om bij het exploderen van een met explosieven gevulde koelkast op het Zionplein in Jeruzalem.